# Chāh Tar-e Shomāreh-ye Yek
Chāh Tar-e Shomāreh-ye Yek (persiska: چاه تر شماره يک, چاه تر) är en ort i Iran.   Den ligger i provinsen Hormozgan, i den sydöstra delen av landet, 900 km söder om huvudstaden Teheran. Chāh Tar-e Shomāreh-ye Yek ligger 1 134 meter över havet och antalet invånare är 106.
Terrängen runt Chāh Tar-e Shomāreh-ye Yek är varierad. Runt Chāh Tar-e Shomāreh-ye Yek är det glesbefolkat, med 8 invånare per kvadratkilometer. Närmaste större samhälle är Bāynūj, 16,6 km väster om Chāh Tar-e Shomāreh-ye Yek. Trakten runt Chāh Tar-e Shomāreh-ye Yek är ofruktbar med lite eller ingen växtlighet.